# Ley Yolanda
La Ley 27.592, o Ley Yolanda, es una norma nacional de Argentina que busca formar integralmente a las personas del sector público en materia ambiental.
Esto incluye a todos los empleados públicos del poder Ejecutivo, Legislativo y Judicial de la Nación. La ley tiene como objetivos garantizar la formación integral en ambiente, con perspectiva de desarrollo sostenible y con especial énfasis en el cambio climático.
Fue sancionada el 17 de noviembre de 2020. La ley se denomina Yolanda en homenaje a Yolanda Ortiz.
La ley obliga a los organismos públicos a brindar capacitaciones gratuitas a los funcionarios públicos. La ley se sancionó en el contexto de las acciones que Argentina está llevando a cabo para cumplir con los Objetivos de Desarrollo Sostenible.